# Joaquín de Luz
Joaquín de Luz (Madrid, 31 de marzo de 1976) es un bailarín español. Fue director de la Compañía Nacional de Danza (2019-2024). En 2016 recibió el Premio Nacional de Danza, en la categoría de interpretación que otorga el Ministerio de Cultura de España.

## Biografía

### Formación
Empezó sus estudios de ballet en la escuela de Víctor Ullate. En 1992 ingresó en su compañía, en la que permaneció de 1992 a 1995. Durante su estancia en ella, interpretó coreografías de Ullate, Eduardo Lao, Nils Christie, Hans van Manen, Maurice Bejart, Rudy van Dancing, Misha van Hoeke y George Balanchine. En 1995 fue invitado por Fernando Bujones a bailar con el Ballet Mediterráneo.

### Primeros pasos
En septiembre de 1996, pasó a formar parte del Ballet de Pennsylvania como bailarín solista. Allí actuó como bailarín principal en diversas obras: La bayadera, Diana y Acteon, Don Quijote, Paquita Suite, La bella durmiente y El lago de los cisnes, así como Allegro Brillante, Theme and Variations, y Who Cares?.

### Trabajo en Estados Unidos
En diciembre de 1997, ingresó en el cuerpo de baile del American Ballet Theatre en Nueva York, siendo nombrado un año después bailarín solista. En sus siete años de estancia en el ABT interpretó importantes papeles principales como El ídolo de bronce y Solor en La Bayadère (Natalia Makarova después de Marius Petipa), Red Cowboy en Bil y The Kid, Champion Roper en Rodeo (A. Demille), Blue boy en Le Patineurs (Ashton), primer marinero en Fancy Free (Jerome Robbins), Birbanto en Le Corsaire (A. M. Holmes), Turning boy en Etudes (H. Lander), Benno en Swan Lake (Kevin McKenzie después de Marius Petipa and Lev Ivanov), Clear (Stanton Welch), Black Tuesday (Paul Taylor), Symphonieta, Stepping Stones (J. Kylián) Known by heart (T. Tharp), Smile with my heart (Lar Lubobitch), Gong (Mark Morris), Sin and Tonic (James Kudelka), Spring and Fall (John Neumier) Gaite Parisienne (L. Massine) Yellow couple en Diversions of Angels (M. Graham), La Fille mal Gardee y Midsummernight’s Dream (Ashton), Variations for four (A. Dolin), Bruch Violin Concerto No. 1 (Clark Tippet) y Symphony in C, Theme and Variations (George Balanchine).
En 2003 se unió después al New York City Ballet como bailarín solista, y en enero de 2005, fue promovido al rango de bailarín principal. Representando a esta compañía, bailó en el Lincoln Center neoyorkino y en los más importantes teatros del mundo.
Destacó en papeles muy relevantes de la historia de la danza, como Ballo della Regina, Coppélia, Divertimento de ‘Le Baiser de la Fée’, Donizetti Variations, The Nutcracker, Harlequinade (Harlequin, Pierrot), A Midsummer Night’s Dream, Prodigal Son, Raymonda Variations, Rubies from Jewels, La Source, Symphony in C, Tarantel a, Theme and Variations, Tschaikovsky Pas de Deux, Union Jack, Valse-Fantaisie, Vienna Waltzes y Sonatine de G. Balanchine, Fearful Symmetries, A Fool for You, Jeu de Cartes, The Magic Flute, Naïve and Sentimental Music, Octet, The Sleeping Beauty, Swan Lake, Todos Buenos Aires y Zakousky de Peter Martins. Andantino, Brandenburg, The Concert, Dances at a Gathering, Dybbuk, Fancy Free, Four Bagateles, Interplay, The Four Seasons, The Goldberg Variations, Other Dances y Piano Pieces de Jerome Robbins.
Allí, se crearon algunos roles para él: Slice to Sharp, de Jorma Elo, Bal de Couture, Romeo and Juliet, de Peter Martins, Outlier, de Wayne McGregor, Year of the Rabbit, de Justin Peck, Concerto DSCH y Odessa, de Alexei Ratmansky, DGV: Danse à Grande Vitesse y Shambards de C. Wheeldon.

### Otras actuaciones
De Luz ha participado como artista invitado con numerosas compañías internacionales como la Compañía Nacional de Danza, American Ballet Theater, San Francisco Ballet, Stanivslasky Theater en Moscú, Ballet del Teatro Colón de Buenos Aires o el Ballet Nacional de Cuba.
Destacó por su actuación en Stars of the 21st Century en París y Nueva York, Intensio, José Carreño and Friends y The World of Diana Vishneva en Tokio, Tributo a Nureyev en Roma, como también los festivales de Ravel, Spoletto, Perelada, Santander, Madrid, Vail, Atenas y Miami.
Además, representó a España en la Expo de Lisboa 1998 y fue parte de la gira Kings of Dance 2007-2011, girando por toda Rusia y Estados Unidos, recibiendo grandes críticas.
Ha participado en programas y eventos para la televisión, en los EE. UU. Realizó la campaña de navidad de Freixenet 1999–2000, en The Today Show, de la cadena americana NBC, Live from Lincoln Center de la cadena PBS, representando Romeo y Julieta y Cascanueces, que fue retransmitido en más de 600 cines en EE. UU. También ha participado en las grabaciones de El Corsario con ABT, y con el New York City Ballet en París.

### Trabajo como director artístico
En 2008 se convierte en director artístico de la compañía de danza Estrellas del ballet de Nueva York, con la que realizó giras por Europa, Asia, Estados Unidos y Sudáfrica.
En mayo de 2013, debutó en el papel protagonista en el show de Broadway Òn your Toes, en Nueva York, obteniendo grandes críticas.
En el 2017 le encargan la dirección artística del Menorca Danse Gala.
Desde 2018 compagina su faceta de coreógrafo y director artístico, con la de docente como maestro en el School of American Ballet en Nueva York, en la escuela JKO y en el Studio Company del ABT, la Escuela de Danza de Marat Daukayev en Los Ángeles y en la Rock School de Philadelphia siendo requerido por diferentes instituciones para impartir numerosos cursos y clases magistrales internacionalmente.

### Compañía Nacional de Danza
En marzo de 2019, fue nombrado director de la Compañía Nacional de Danza, sustituyendo a José Carlos Martínez. Comenzó su labor al frente de la Compañía Nacional el 1 de septiembre de 2019. Entre sus prioridades se encuentran: "desarrollar la identidad de la Compañía Nacional de Danza que la distinga de las demás y también el patrimonio inmenso y espectacular de la danza en España".1
Para la CND ha coreografiado Arriaga (junto a Aguiló y Alosa) (2020), Giselle con estreno en 2020 en el Teatro de la Zarzuela, Passengers Within estrenada en 2022 en los Teatros del Canal, A tu vera, estrenada en el Teatro de la Zarzuela de Madrid el 18 de julio de 2023 y Swoosh estrenada en las Naves del Español, Matadero, Madrid el 7 de noviembre de 2023. Ahora añade al repertorio de la CND la versión de August Bouronville de La Sylphide.
A principios de julio de 2024 fue nombrada Muriel Romero como directora de la CND en sustitución de Joaquín de Luz.

## Premios
- Medalla de Oro en el Segundo Concurso Internacional de Ballet Rudolf Nuréyev en Budapest, Hungría (marzo de 1996).
- Premio Rising Star de Seven Arts Magazine en Filadelfia, Pensilvania (febrero de 1997).
- Representó a España en la Expo'98 de Lisboa, bailando en la gala Stars of Spanish Ballet.
- Premio Benois de la Danse, otorgado en Moscú a la mejor actuación masculina del año por su papel en El hijo pródigo de Balanchine (2009).9
- Premio Nacional de Danza a la interpretación, en España (2016).34
- Premio Personaje Fuera de Serie, categoría de Artes escénicas (2020).10
- Premio Internacional Honorífico de Danza Josefina Méndez, entregado por la Unión de Escritores y Artistas de Cuba, en La Habana (2022)